# Terobiella dilutiventris
Terobiella dilutiventris är en stekelart som först beskrevs av Girault 1913.  Terobiella dilutiventris ingår i släktet Terobiella och familjen puppglanssteklar. Inga underarter finns listade i Catalogue of Life.